# Катель, Франц Людвиг
Франц Людвиг Катель (нем. Franz Ludwig Catel; 22 февраля 1778, Берлин — 19 декабря 1856, Рим) — немецкий художник-романтик, близкий к назарейцам. Большую часть жизни провёл в Риме.

## Биография
Катель родился в Берлине в 1778 году. Он начал свою карьеру в искусстве с резьбы по дереву, затем создавал гравированные книжные иллюстрации, в том числе, в 1799 году им были выгравированы десять пластин для «Германа и Доротеи» Гёте. Затем он перешёл к работам тушью и акварелью, в 1806 году был принят в Берлинскую академию художеств, а уже в 1807 году отправился в Париж, где изучал масляную живопись.
1812 год застал Кателя в Риме, где его образование как художника значительно продвинулось благодаря его связям с другими немецкими живописцами, проживавшими в Вечном городе: Кохом, Овербеком, Шадовым и Корнелиусом.
Катель предпочитал писать пейзажи с романтическим оттенком, насыщенные руинами, скалами, побережьями, историческими постройками. Стаффаж на некоторых из этих пейзажей был столь богат, что иногда они граничили с жанровой живописью. Нередко на его картинах появлялась имевшая особое значение для романтиков бушующая природа: шторм на море, лава в жерле вулкана Везувий и т. д.
В 1818 году художник познакомился в Италии с князем Голицыным и вместе с ним посетил Сицилию. Среди русских, с которыми Катель пересекался в Риме, были также художники Александр Иванов, который выставил свою картину «Явление Христа Марии Магдалине» на общей выставке с Кателем, и Григорий Лапченко, чью будущую жену, натурщицу Витторию Кальдони, Катель (среди других художников) портретировал.
В 1824 году Франц Людвиг Катель написал картину «Баварский кронпринц Людвиг в Испанской таверне в Риме» (Новая пинакотека, Мюнхен). Картина, максимально далёкая от официальности, была, тем не менее, заказана самим принцем, и изображала его на пирушке в таверне, в компании художников, в основном немецких, с видом на Авентин через открытую дверь. В 1830 году Катель поселился в Мачерате. В 1840 году он посетил свой родной Берлин, и по этому случаю прусский король даровал ему профессорское звание.
Успех картин Кателя у публики сделал художника достаточно преуспевающим, чтобы иметь возможность основать и полностью финансировать фонд для поддержки молодых художников в Риме.
Среди учеников Кателя был швейцарский акварелист Соломон Корроди.
Катель скончался в Риме в 1856 году и был похоронен в базилике Санта-Мария-дель-Пополо под роскошным мраморным надгробием работы немецкого скульптора Юлиуса Трошеля.
Со временем его популярность, однако, уменьшилась. Наследие Кателя было заслонено работами других его современников, что представляется недостаточно справедливым.
Тем не менее картины Кателя хранятся в ряде немецких музеев. Так, в Новой пинакотеке Мюнхена находятся, как минимум, восемь итальянских пейзажей художника.

## Галерея

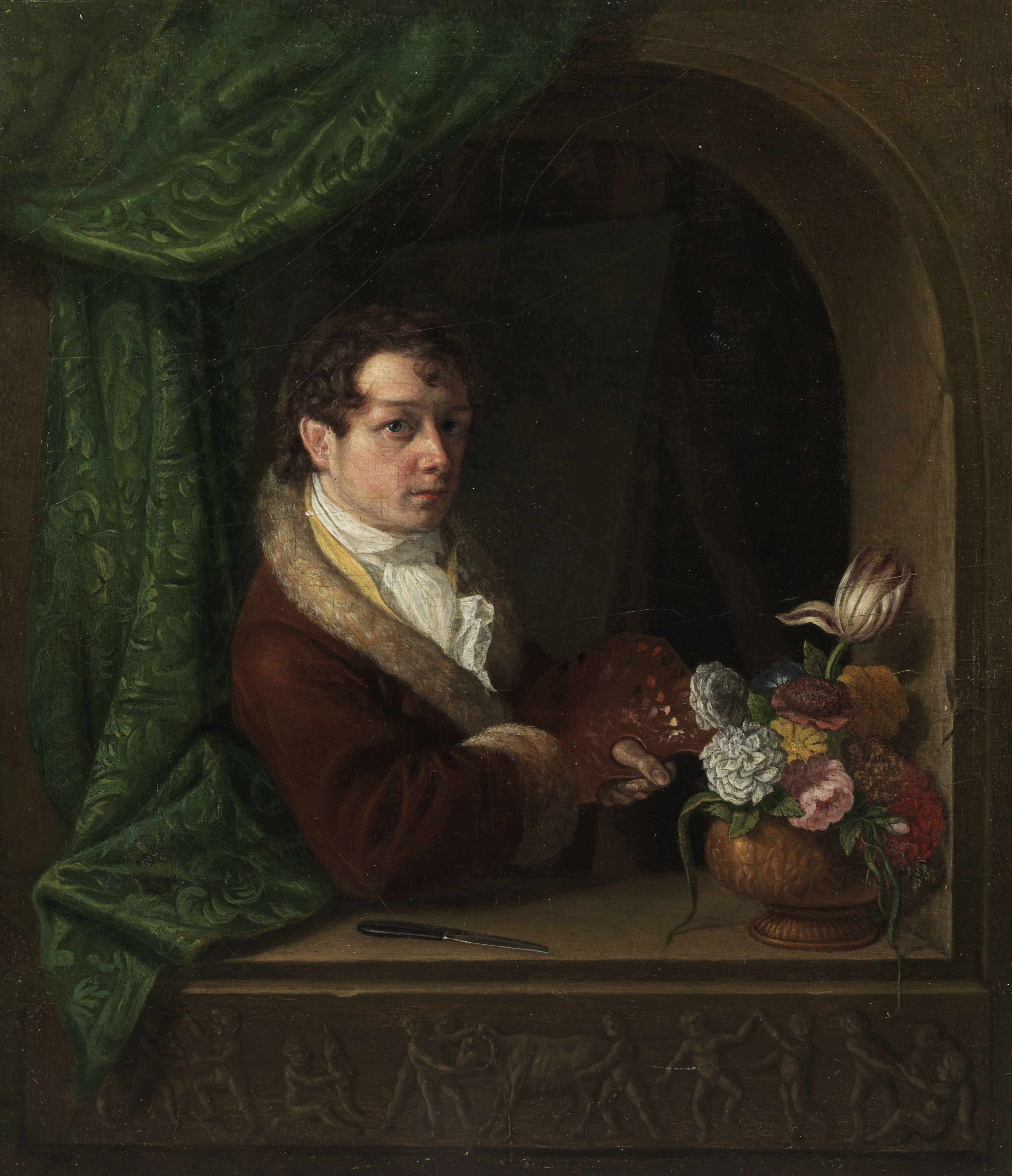
Автопортрет художника
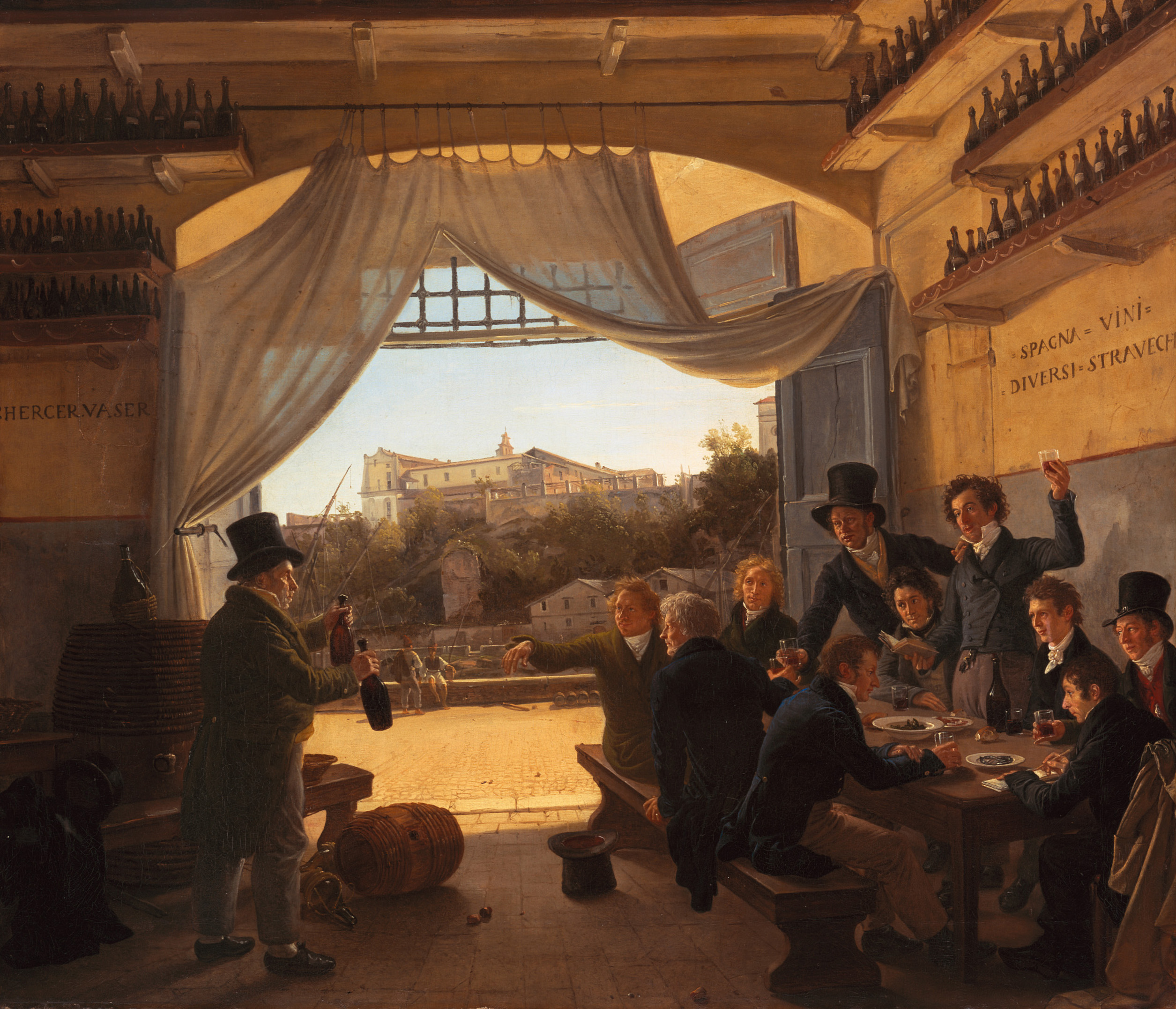
Баварский кронпринц Людвиг среди художников в Испанской таверне в Риме
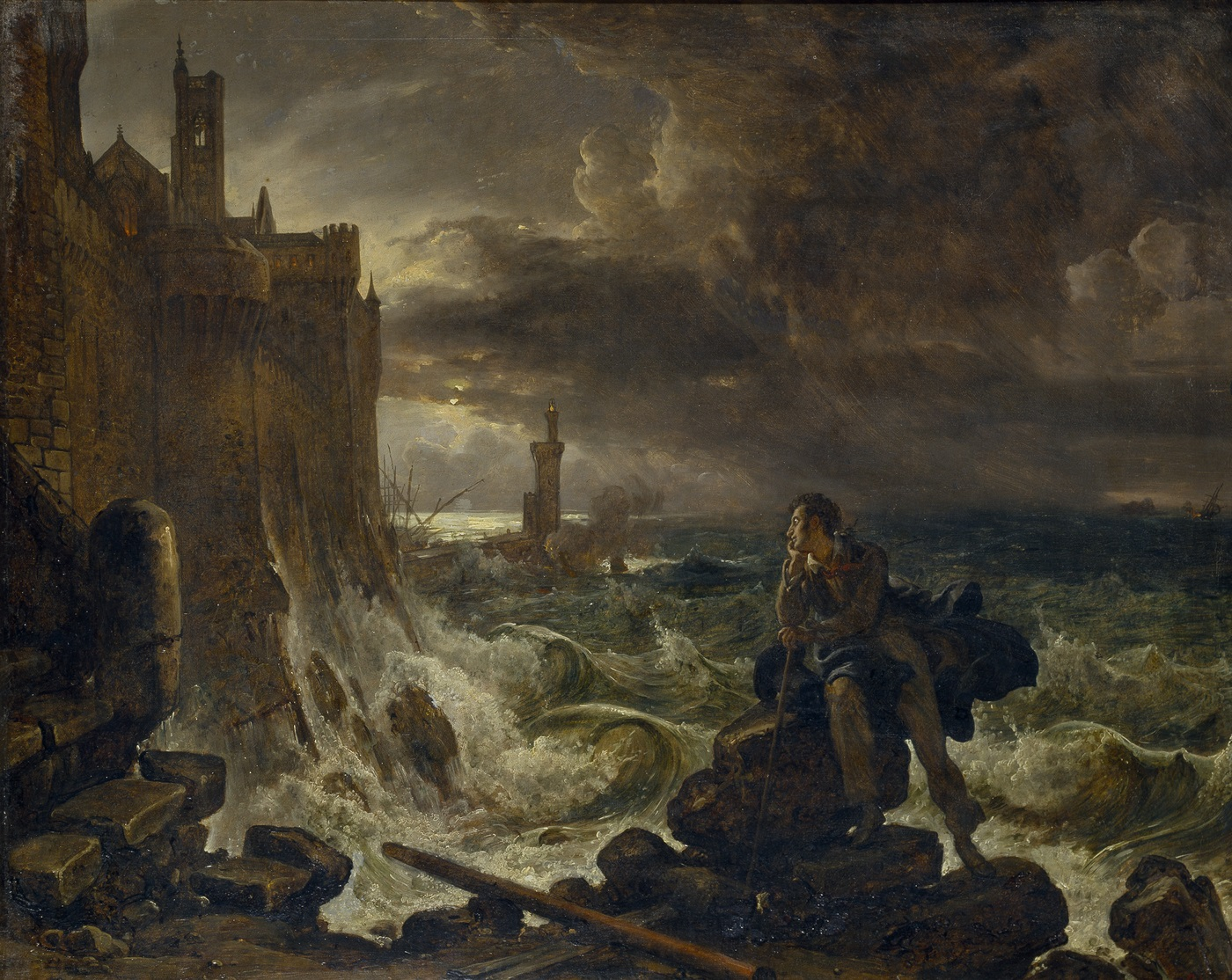
Сцена из «Рене» Шатобриана
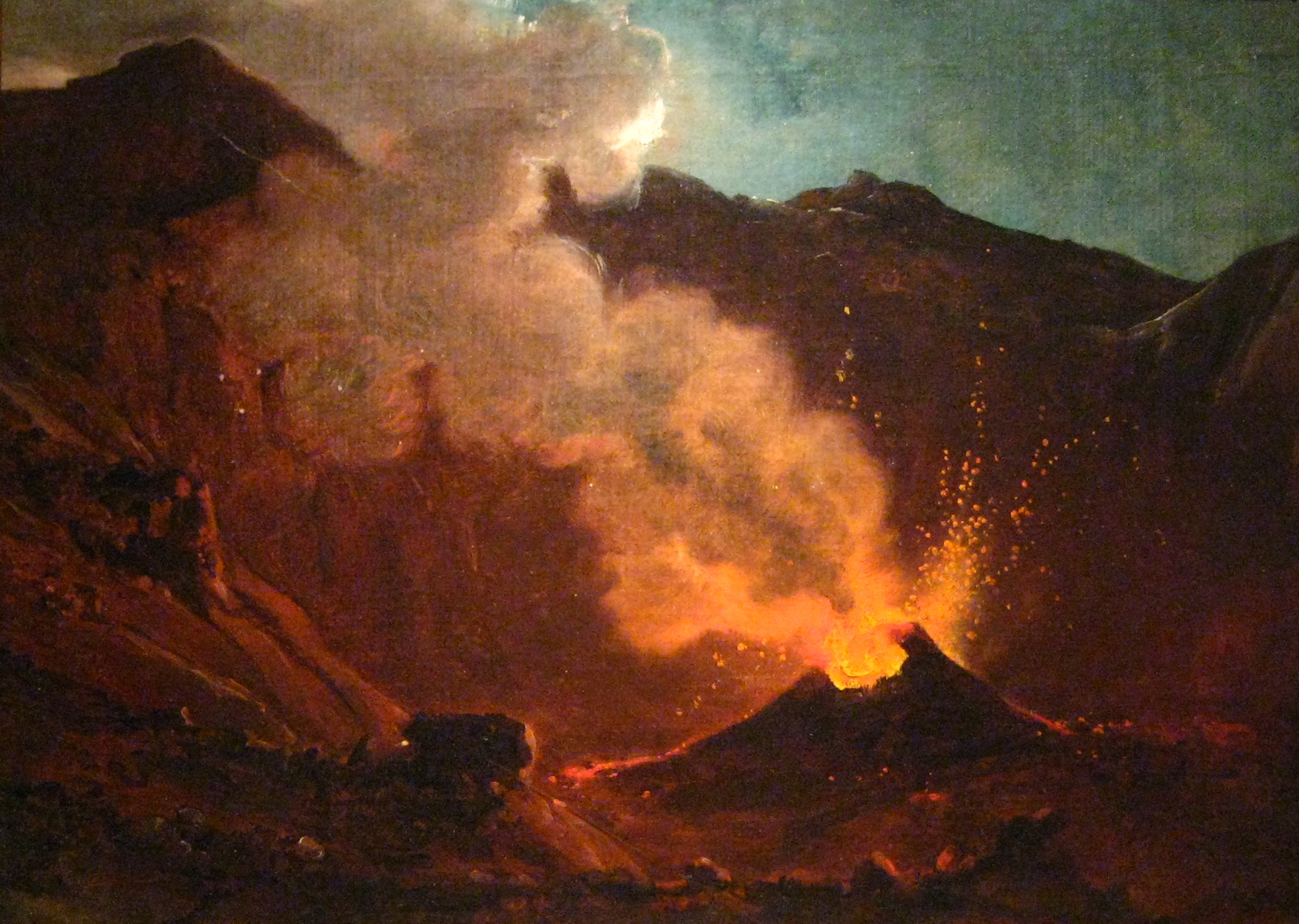
Везувий
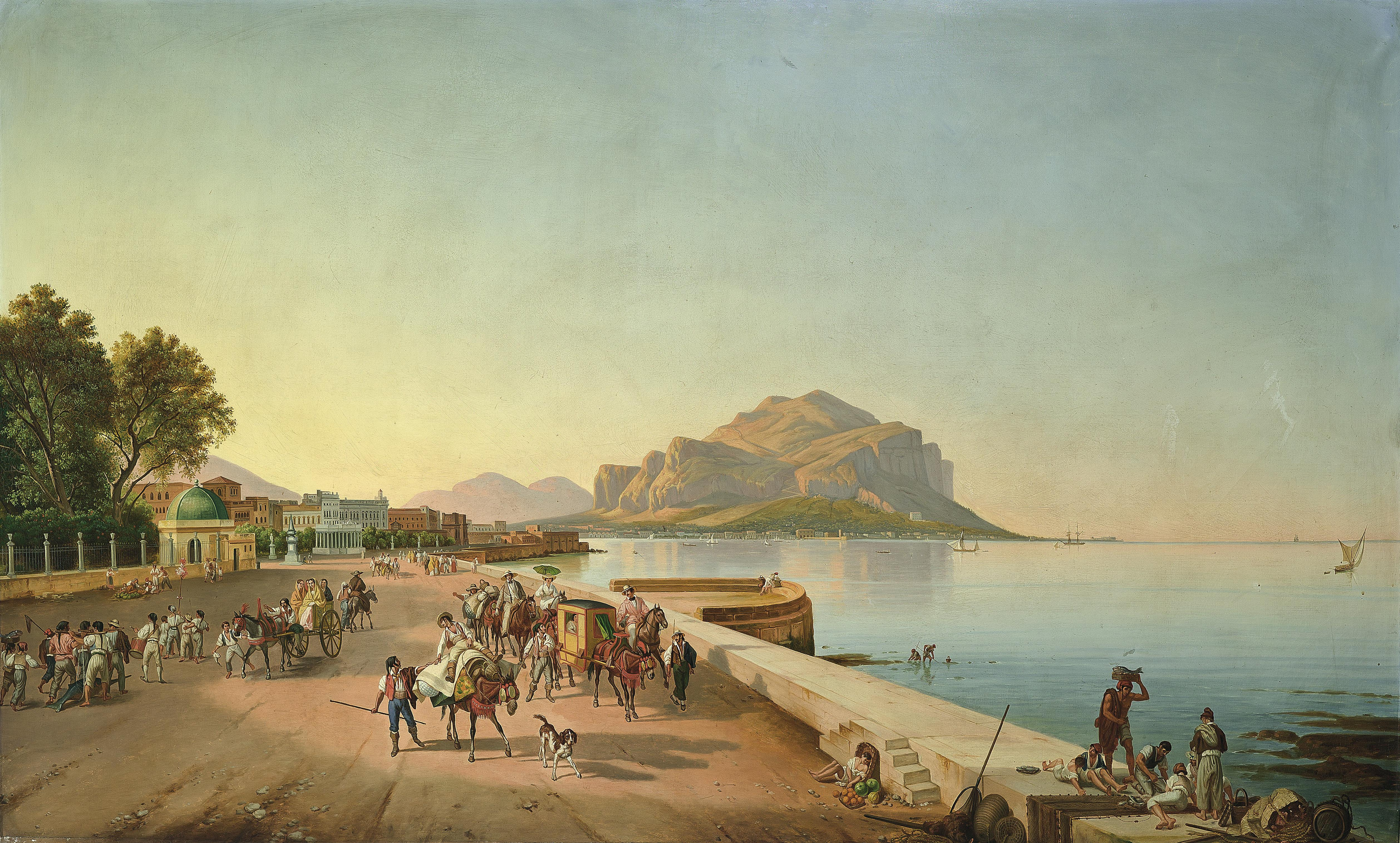
Променад в Палермо
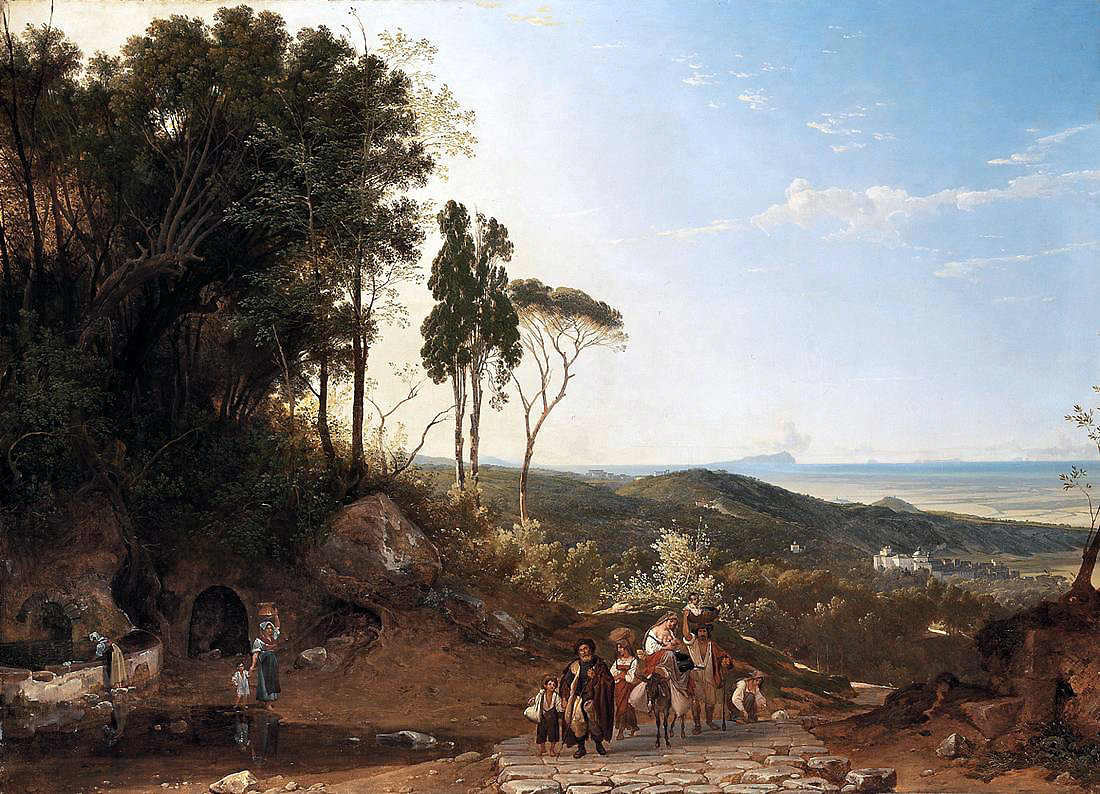
Пейзаж в окрестностях Ариччи
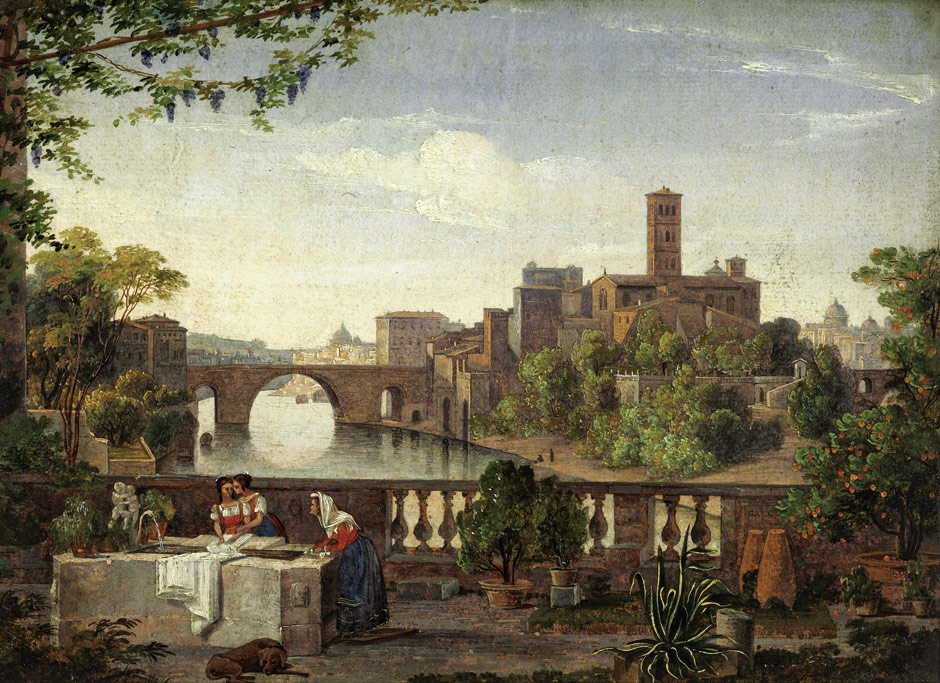
Вид на остров Тиберина и базилику Сан-Бартоломео в Риме
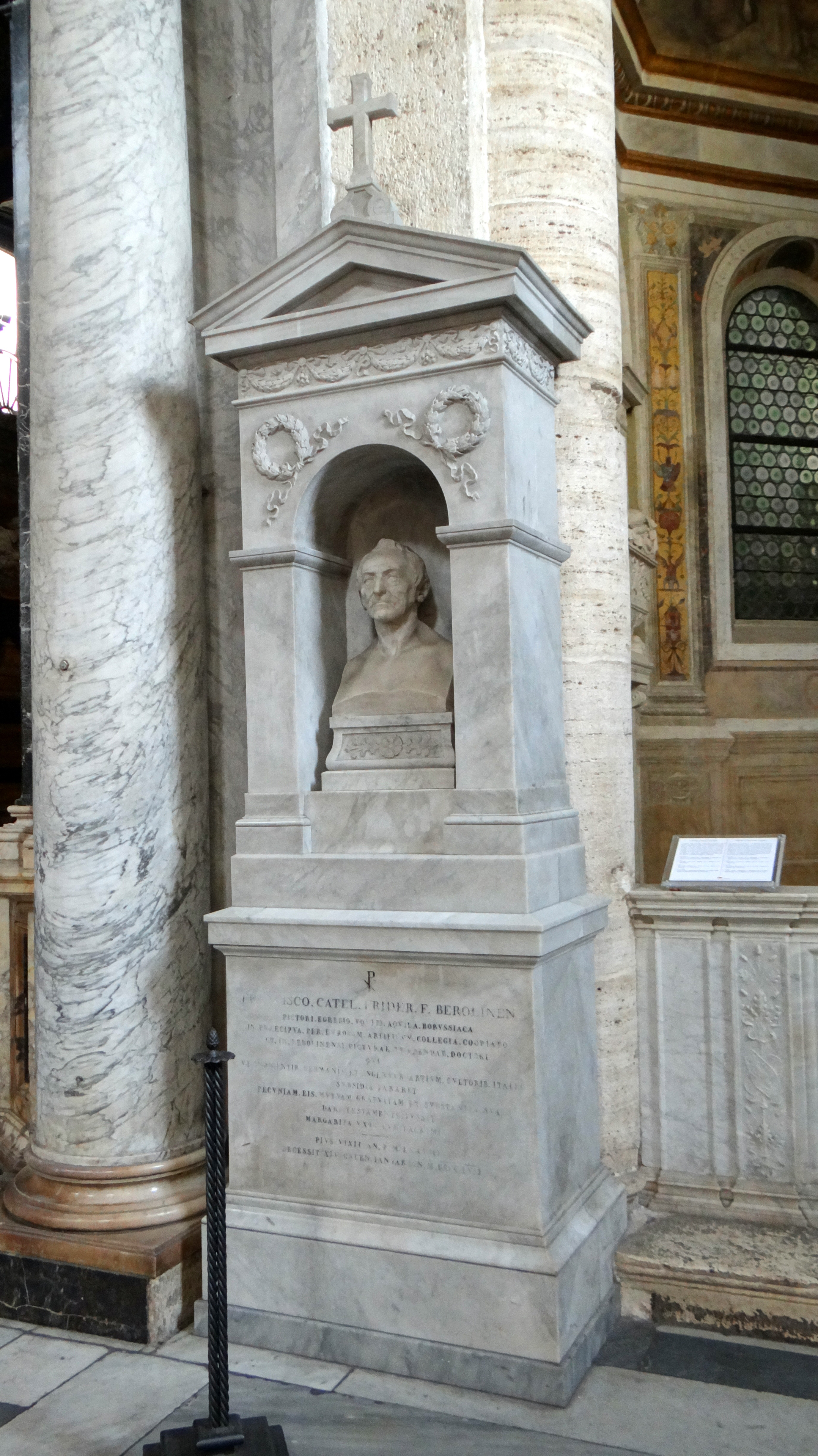
Юлиус Трошель. Надгробие Франца Людвига Кателя в церкви Санта-Мария-дель-Пополо в Риме